# Gare de Milan-Affori
La gare de Milan-Affori (en italien, Stazione di Milano Affori) est une gare ferroviaire italienne de la ligne de Milan à Asso, située  à Affori, quartier de la ville de  Milan, capitale de la province de Milan et de la région de Lombardie.

## Situation ferroviaire
Établie à environ 137 mètres d'altitude, la gare de Milan-Affori est située au point kilométrique (PK) 6 de la ligne de Milan à Asso, entre les gares de Milan-Bovisa-Politecnico et de Milan-Bruzzano.

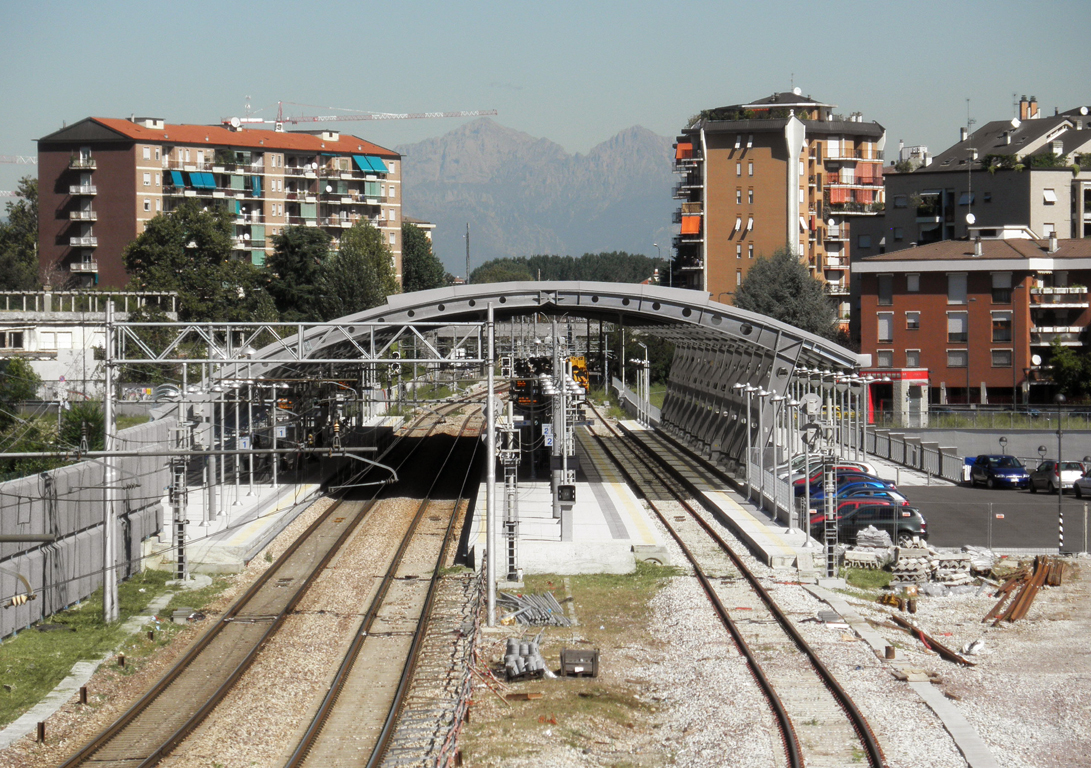
Vue d'ensemble de la gare.

## Service des voyageurs

### Accueil
Gare voyageurs LeNord, elle dispose d'un bâtiment voyageurs, avec guichet et automate pour l'achat de titres de transport. 
Un passage souterrain permet l'accès aux quais et la traversée des voies.

### Desserte
Milan-Affori est desservie par des trains régionaux R LeNord, de la relation Milan-Cadorna - Canzo-Asso.
La gare est également une station de la ligne S2, Mariano-Comense - Milan-Rogoredo du Service ferroviaire suburbain de Milan, ligne S4 et une station de la ligne S12.

### Intermodalité
Un parking pour les véhicules est aménagé à proximité. Elle est desservie par la ligne 3 du métro de Milan, station Affori FN, et par des bus urbains (lignes : 40, 41, 52, 70 et 89).